# 15146 Halpov
15146 Halpov è un asteroide della fascia principale. Scoperto nel 2000, presenta un'orbita caratterizzata da un semiasse maggiore pari a 2,8399763 UA e da un'eccentricità di 0,0678504, inclinata di 2,97210° rispetto all'eclittica.